# Santa Catarina (San Luis Potosí)
Santa Catarina es una población del estado mexicano de San Luis Potosí y cabecera del municipio del mismo nombre.

## Historia
Lo que hoy es el pueblo de Santa Catarina fue fundado como una misión destinada a evengalizar a los indígenas pames sin embargo la fecha de su fundación es difícil de precisar históricamente, se considera que en realidad fue fundada en tres ocasiones diferentes y trasladada de un lugar hacia otro, estas fundaciones fueron las siguientes, la primera ocurrió el 2 de enero de 1606 cuando el capitán Gabriel Ortiz de Fuenmayor concedió a los indígenas de Santa Catarina el establecimiento de su población y derechos como andar a caballo o portar armas, la segunda fundación ocurrió en 1607 por fray Juan de Cárdenas y finalmente la actual en el lugar que permanece hasta el día de hoy realizada en 1617 por fray Juan Bautista de Mollinedo.
Durante todo el periodo colonial y aún durante la independencia Santa Catarina fue una comunidad alejada y aislada, durante muchos años solo figura por las crónicas de las visitas que realizaron a ellas autoridades coloniales como los alcaldes mayores de San Luis Potosí, eventos como la guerra de independencia o la guerra de Reforma no tuvieron mayor afectación a la comunidad, hasta que el 29 de noviembre de 1876 fue constituida en cabecera municipal del nuevo municipio de Santa Catarina, el 11 de noviembre de 1910 un grupo de 400 rebeldes intentó tomas la hacienda de Santa Catarina pero fue rechazado y derrotado por los defensores, no se encuentra del todo claro si este hecho formó parte de los alzamientos previos a la Revolución mexicana.

## Localización y demografía
Santa Catarina está localizada en el sureste del territorio de San Luis Potosí, se encuentra en las coordenadas geográficas 21°39′26″N 99°29′45″O / 21.65722, -99.49583 y a una altitud de 840 metros sobre el nivel del mar. Su acceso es difícil debido a los accidentado del terreno y a su lejanía con las principales poblaciones del estado, su principal vía de comunicación es la Carretera estatal 8 de San Luis Potosí a la que se una mediante un ramal, esta carretera la conduce a la ciudad de Rayón, donde a su vez enlaza a la Carretera Federal 70 que comunica con la capital del estado hacia el oeste y con Ciudad Valles hacia el este, al sur la carretera estatal 8 la une con Arroyo Seco, Querétaro.
De acuerdo al Conteo de Población y Vivienda de 2005 realizado por el Instituto Nacional de Estadística y Geografía, la población de Santa Catarina ascienda apenas a 159 habitantes, de los cuales son 88 hombres y 71 mujeres.